# Надкернична Олена Володимирівна
Оле́на Володи́мирівна Надкерни́чна (* 1951) — українська біологиня; доктор біологічних наук (2004), професор, винахідниця (17 патентів).

## Життєпис
Народилась 1951 року в місті Ніжин. 1974-го закінчила Ленінградський хіміко-фармацевтичний інститут. Відтоді працювала інженером НДІ біолічних випробовувань хімічних сполук (місто Стара Купавна Московської області).
Від 1977 року — в Інституті сільськогосподарської мікробіології та агропромислового виробництва НААНУ (Чернігів). В 2000—2009 роках — заступник директора з наукової роботи, від 2009 року — завідуюча лабораторією рослинно-мікробіологічних взаємодій.

## Наукові напрямки
Наукові праці присвячені вивченню взаємодії мікроорганізмів і рослин. Дослідила хімічну природу деяких фітотоксичних речовин мікробіологічного походження та їхній вплив на процес біолошічної азотфіксації. Одержала активні штами азотоіксуючих бактерій, на основі яких створено новий бактеріальний препарат — діазобактерин. Описала явище паранодуляції на коренях небобових рослин; вивчила генетичну детермінацію ознаки азотфіксуючої активності в кореневій зоні злакових культур.

### Основні наукові праці
Серед робіт:
- «Вплив деяких фітотоксинів грибного походження на азотфіксуючу активність бульбочок люпину»; 1986
- «Ефективність передпосівної обробки насіння озимих азотофіксуючими бактеріями»; 1994
- «Мікробні препарати у землеробстві. Теорія і практика», 2006; співавтори Волкогон Віталій Васильович, Ковалевська Тетяна Михайлівна, Любов М. Токмакова, Є. П. Копилов, Козар Сергій Федорович, Юрій Миколайович Халеп
- «Експериментальна ґрунтова мікробіологія», 2010 (у співавторстві);
- «Корекція ризобіальних угруповань ґрунту за інтродукції Bradyrhizobium japonicum різних генетичних груп»; 2018
- «Особливості взаємодії мікро- і макросимбіонтів в системі діазотрофи — небобова рослина» — дисертація доктора біологічних наук, 2004.

## Родина
Олена Володимирівна є матір'ю Євгена Копилова.

### Наукові публікації
- Надкернична О. В. (перелік 62-х наукових публікацій)// GOOGLE-Академія

### Патенти
- Надкернична О. В. (перелік 17-ти патентів)// База патентів України, Процитовано 26 жовтня 2022 року

| Володимир Вернадський | Це незавершена стаття про українську науковицю. Ви можете допомогти проєкту, виправивши або дописавши її. |